# Mindoromarkduva
Mindoromarkduva (Gallicolumba platenae) är en akut utrotningshotad fågel i familjen duvor som förekommer i Filippinerna.

## Utseende och läte
Mindoromarkduvan är en medelstor (30 cm) och kortstjärtad marklevande duva. En smal blodröd fläck syns centralt på i övrigt vita undersidan. Den är grönglänsande grå på hjässa, nacke, övre delen av manteln och bröstsidorna, medan resten av ovansidan är purpurglänsande kastanjebrun. På mindre och mellersta vingtäckarna syns stora, gråvita spetsar. Stjärten är grå med ett mörkare subterminalt band och ljusare spets. Benen är röda. Lätet är okänt.

## Utbredning och status
Fågeln förekommer i skogar på Mindoro i centrala Filippinerna. Där har den ett mycket fragmenterat utbredningsområde och minskar i antal till följd av habitatförstörelse, jakt och fångst för burfågelindustrin. Världspopulationen uppskattas till under 250 vuxna individer. Internationella naturvårdsunionen IUCN kategoriserar den därför som akut hotad.

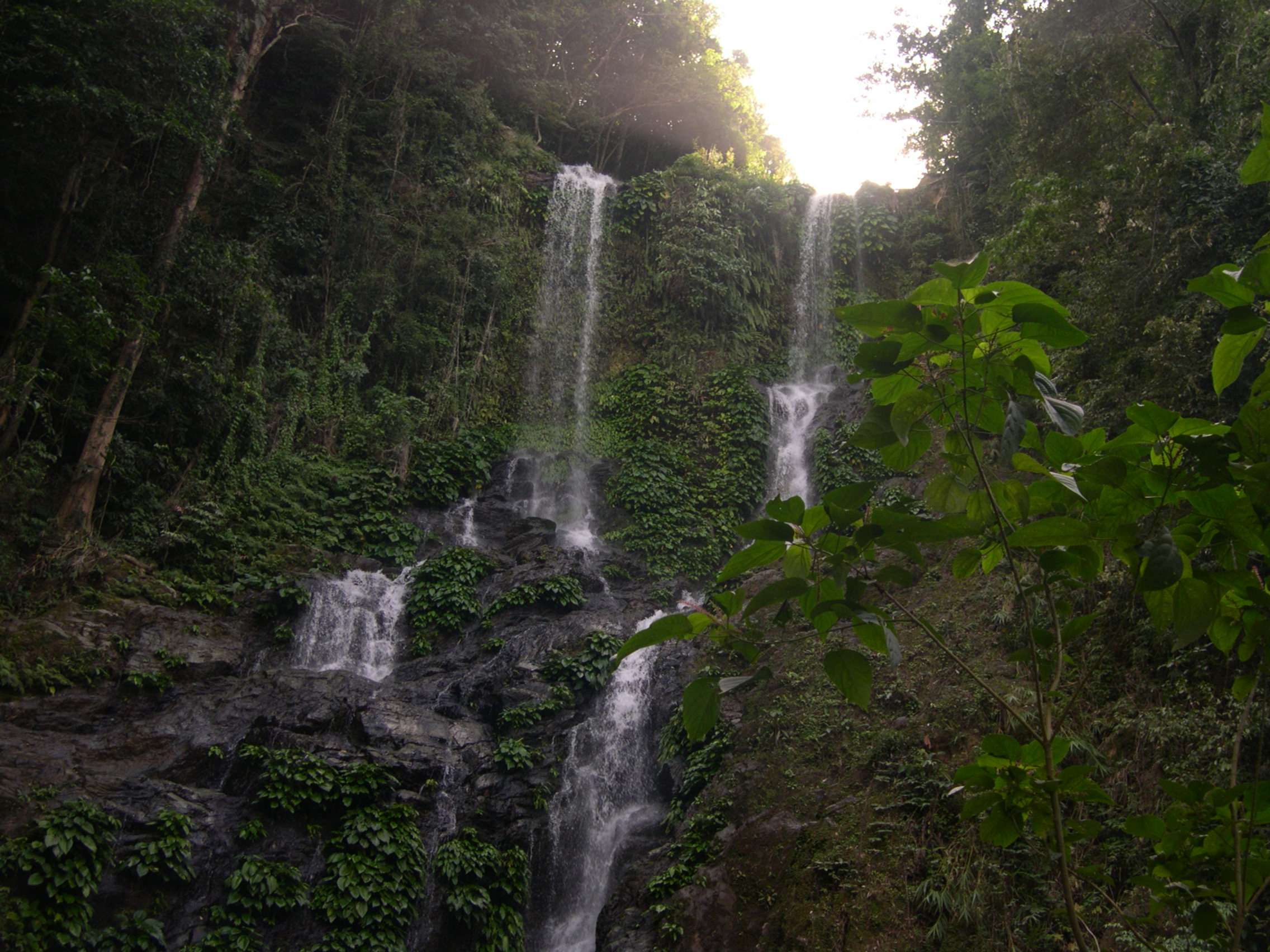
Kring Puerto Galera är en av endast fyra lokaler där mindoromarkduvan med säkerhet har setts sedan 1980. Här syns vattenfallen Tamwaraw.

## Namn
Fågelns vetenskapliga artnamn hedrar Margarete Platen (född Geisler), fru till tyske läkaren Carl C. Platen som även var verksam som samlare av specimen.